# Hubert H. Humphrey Metrodome

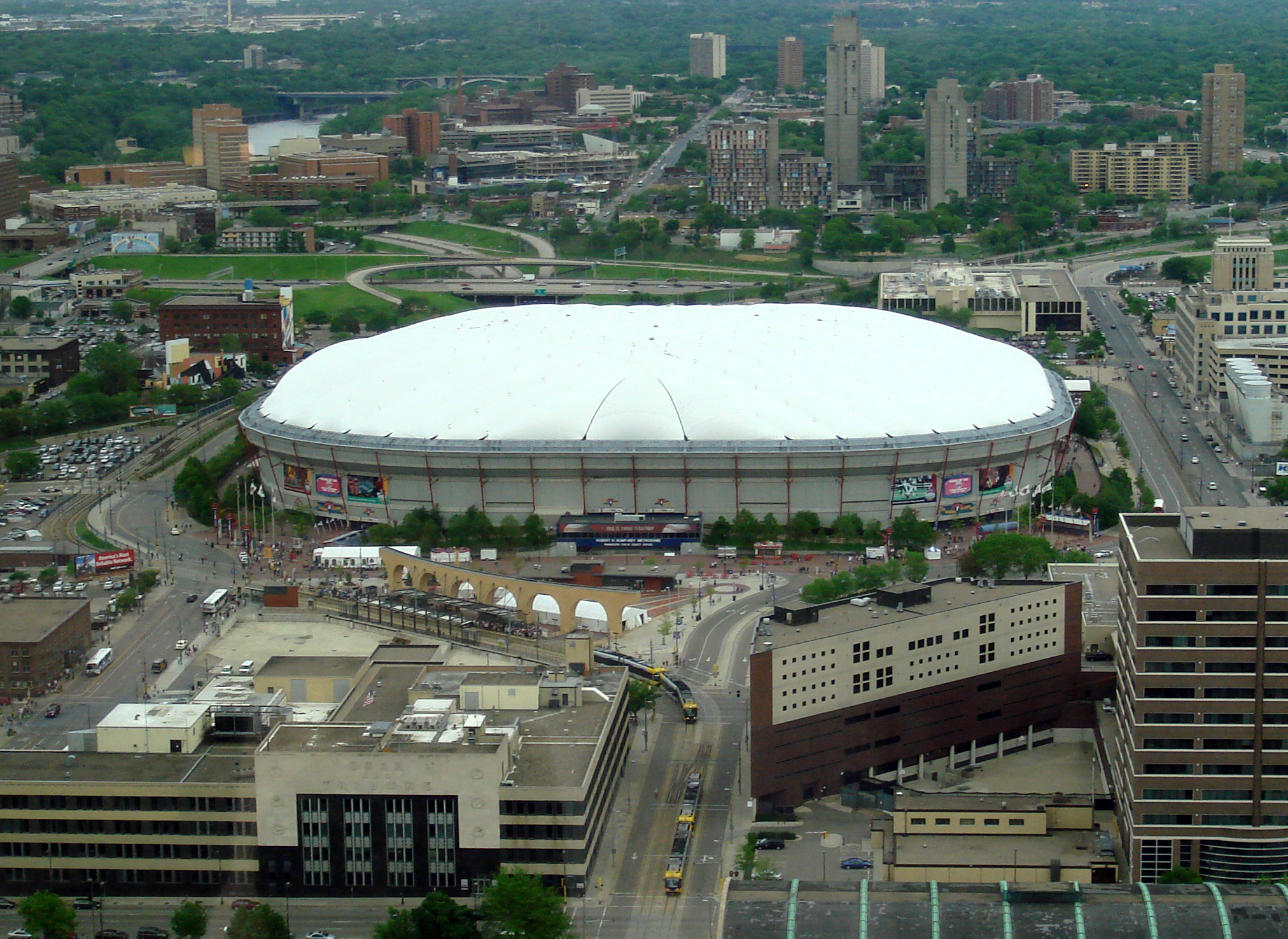
Metrodome

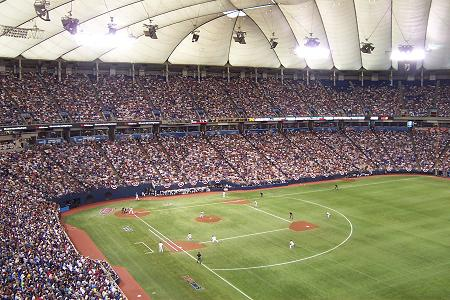
Minnesota Twins Metrodome

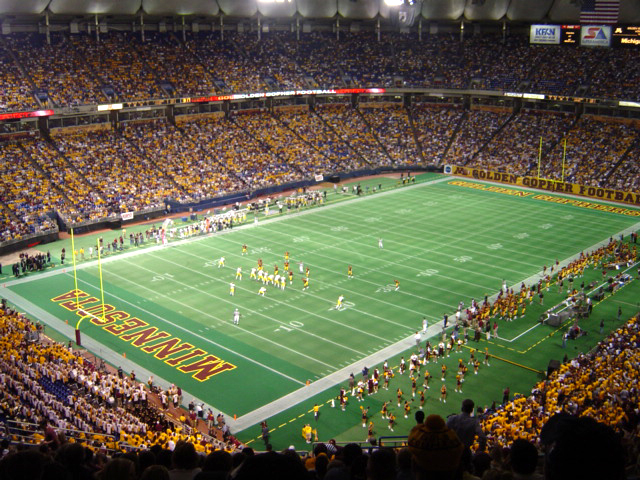
Minnesota Golden Gophers Metrodome

De Hubert H. Humphrey Metrodome was een multifunctioneel stadion in Minneapolis, Minnesota. Zijn bijnaam was The Metrodome en de Homerdome. Het is de vervanging van de Metropolitan Stadium.
Op 29 december 2013 speelden de Minnesota Vikings hun laatste wedstrijd in het stadion. De Detroit Lions werden met 14-13 verslagen. In januari is een aanvang gemaakt met de sloop van het stadion. Een nieuw stadion voor de Vikings, het U.S. Bank Stadium werd op dezelfde plek gebouwd in fases en voltooid in 2016.

## Teams

### Oude bespelende teams
- Minnesota Vikings (NFL)
- Minnesota Twins (MLB)
- Minnesota Golden Gophers (Big Ten Conference)
- Minnesota Timberwolves (NBA) (1989 - 1990)
- Minnesota Strikers (NASL) (1984)

## Feiten
- Geopend: 3 april 1982
- Ondergrond: Kunstgras
- Constructiekosten: 68 miljoen US$
- Architect: Skidmore, Owings and Merrill
- Capaciteit: 
  - 48.000 (honkbal);
  - 63.000 (American Football);
  - 50.000 (Basketbal)